# Taormina
Taormina (szicíliai nyelven Taurmina, görögül Ταυρομένιον [Tauromenion]) kisváros az Olaszországhoz tartozó Szicíliában. Az ókorban görög gyarmat volt. I. e. 400 körül alapították meg.

## Földrajza

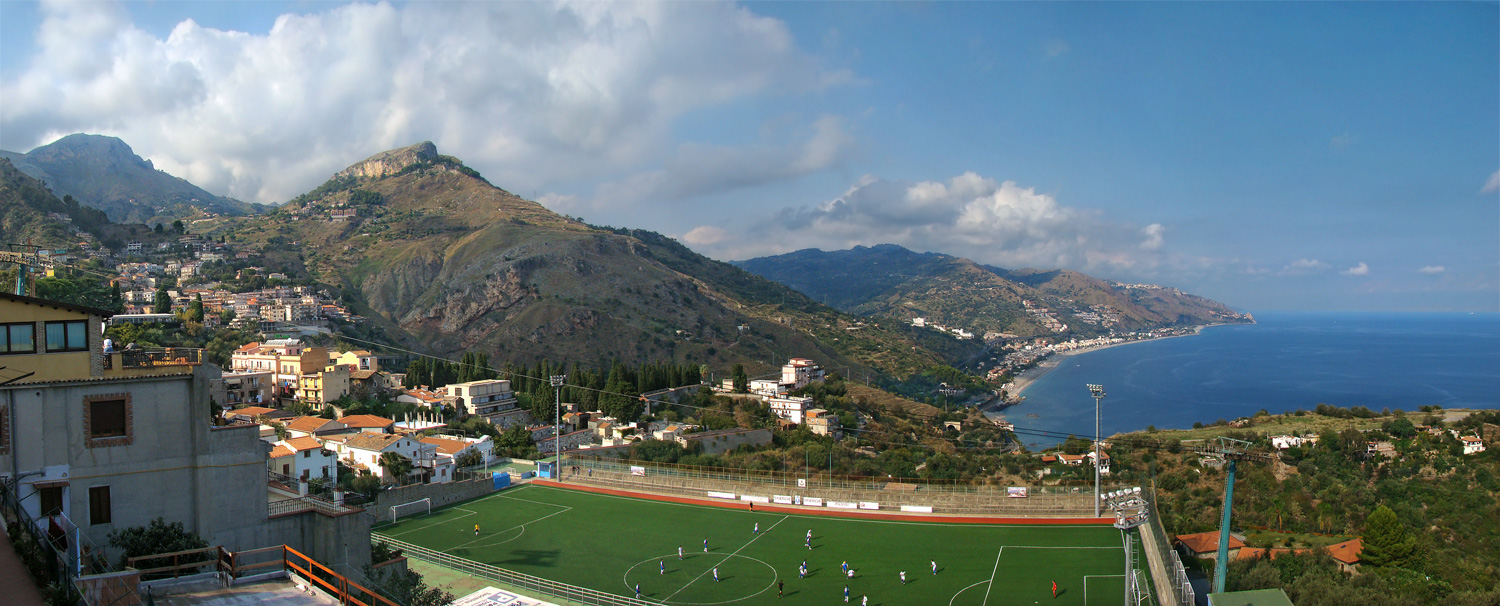
Tengerpart

Taormina Messina megyében található, csakúgy, mint a csodálatos Lipari-szigetek és Milazzo ősi városa. Észak felől Messinából, dél felől pedig Cataniából autópályán könnyen elérhető. Már a 19. századtól kezdve népszerű turistacélpont. Gyönyörű tengerpartjai vannak. A Jón-tenger vize igen meleg, és magas a sótartalma.

## Történelme
Taormina alapítói a II. Dionüsziosz alatt véghezvitt naxoszi öldöklés túlélői. A város alapítója Andromakhosz, a történetíró Timeosz apja volt. Ő gyűjtötte össze i. e. 358-ban a naxoszi túlélőket, és a Tauro lejtőjén megalapította Tauromeniont. Ezzel a lépéssel a már itt élő, de egyre inkább a sziget belseje felé húzódó szikulok még inkább kiszorultak a partmenti területekről.
A város számos háború áldozata lett, sosem volt önálló. Az első pun háború idején a város Rómával állt szövetségben. A második pun háború idején került római fennhatóság alá, Kr. e. 212-ben, II. Hierón halála után. A város megkapta a „civitas foederata” címet.
A római korban számos esemény helyszíne volt a város. Rabszolgalázadás tört ki amelyet i. e. 132-ben vertek le. Verres kifosztotta i. e. 34-ben.
Később, a bizánci uralom idején állásként szolgált az arab terjeszkedéssel szemben. 902-ben az arabok könyörtelenül elbántak a városlakókkal, a legtöbbüket felkoncolták. A történet szerint az arabok vezetője, Kegyetlen Ibrahim, akit föltehetően okkal illettek ilyen névvel, a maradék túlélő szeme láttára tépte ki, majd falta fel Szent Prokop püspök szívét.
A város ezután többször gazdát cserélt. Keresztény uralom alatt 913-ban újjáépítették, majd 962-ben újra arab kézbe került. Ekkor a várost a győztes hadvezérről, Al-Muizzról Almoeziának nevezik el. 1079-ben a normann Hauteville dinasztia sarja, I. Roger visszahódítja a várost. A normannok uralma alatt a város fontos kereskedelmi és gazdasági központ lett, és számos új épülettel gyarapodott. Az 1282-es szicíliai vecsernye alatt a város hű maradt a spanyol Aragóniai-házhoz. 1410-ben a Palazzo Corvaián a királyválasztásra összegyűlt szicíliai parlament megválasztotta királynak Frigyest, Luna grófját.
Az 1675-ben lezajlott messinai lázadás idején Taormina, csakúgy, mint a vecsernye idején, a spanyolok pártját fogta. Az akkori francia király, XIV. Lajos csapatai végül elfoglalták.
Az olasz egység megteremtésekor a város Garibaldi mellé állt, aki 1860-ban helyőrséget állított föl benne.

## Látványosságai

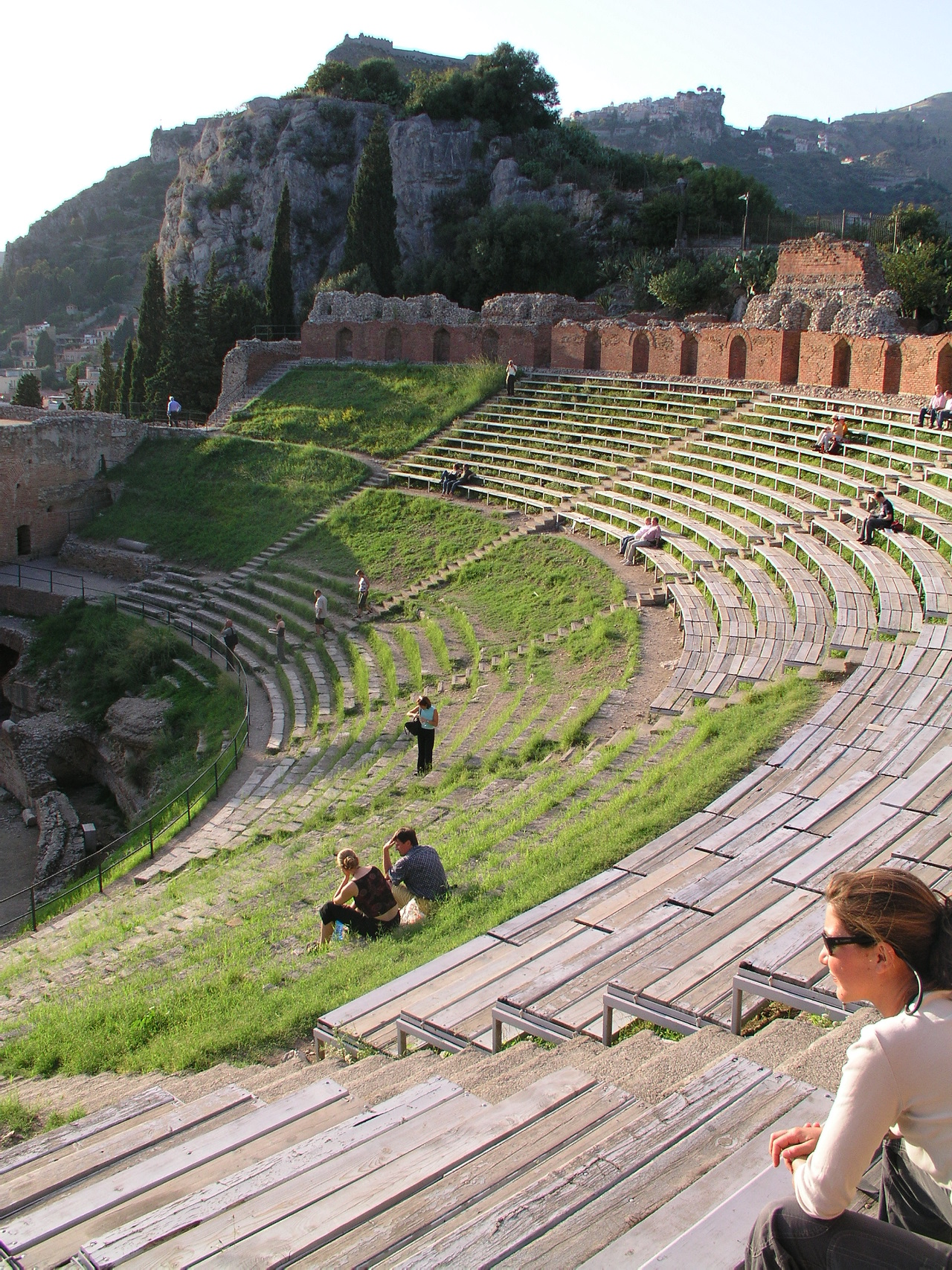
Görög színház

- Az Isola Bella egy megkapóan szép természetvédelmi terület Taorminától délre. A városból turistautakat szerveznek a Capo Sant' Andrea-i grottákhoz. Taormina szélsőségesen hegyvidéki területre épült föl. Az Etnától 45 perces autóúttal lehet eljutni a városba.
- A görög színház, a teatro greco eredetileg valóban görög építésű: hellén telepesek emelték a Kr. e. 3. században, II. Hierón uralkodása idején. A ma látható romok azonban már a római korban, a 2. században újjá- és átépített színház maradványai: ez már alkalmas volt gladiátorjátékok megrendezésére is. 109 méteres átmérőjével ez Szicília második legnagyobb színháza (a szürakuszai után). 5400 néző befogadására volt alkalmas. Ma is gyakran használják koncertek, valamint opera- és színielőadások megtartására.
- A San Nicolò bazilika. Normann-kori katedrális egy kis téren áll. Homlokzatán hornyolt oszlopok között domborműves, kőkeretes ajtó látható. A homlokzat ékessége a bejárat fölött látható rózsaablak (a 16. századból). A templom bal oldalán 15. századi kapu található, kőkerettel; indás virágmotívummal díszítve.
- Naxosz romjai. Naxosz Szicília első ógörög telepesvárosa volt. Kr. e. 403-ban Nagy Dionüsziosz bosszúból lerombolta, mert a város a Szürakusza és Athén közti háborúban az utóbbit támogatta.

## Kultúrája

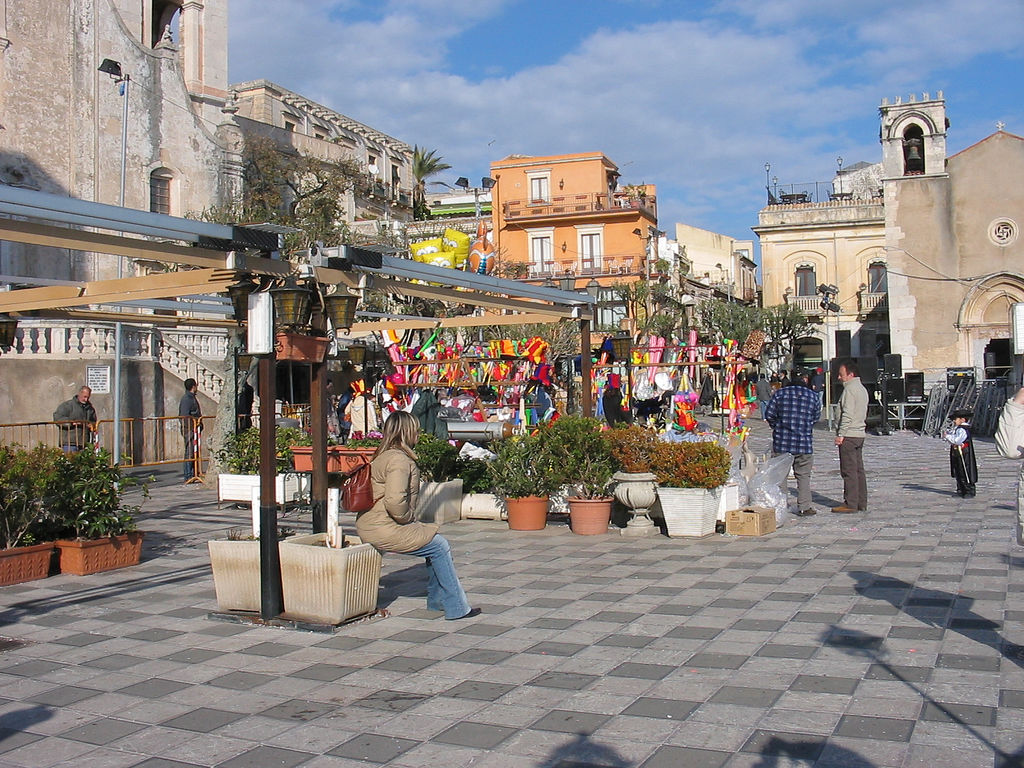
Főtér

A város már az 1700-as évektől az „elit turizmus” célpontja, ekkoriban épült meg ugyanis a Messina-Catania útvonal, ami kikapcsolta a várost az árukereskedelemből.
A 19. század végén Taormina arról lett ismert, hogy itt dolgozott a fényképész Wilhelm von Gloeden, aki többnyire meztelen férfiakról készített felvételeket.
A 20. század elején a városka külföldi művészek, írók és entellektüelek fellegvára lett. D. H. Lawrence itt tartózkodott Fontana Vecchiában 1920-tól 1922-ig, és számos versét, regényét, novelláját, esszéjét itt írta meg, valamint egy útikönyvet is „Tenger és Szardínia” címmel.
A Taorminai Filmfesztivált ötven éven keresztül rendezték meg, és híres filmsztárok is meglátogatták az ókori „görög” színházban tartott vetítéseket.
Csontváry Kosztka Tivadar is több képet festett a városban (például Holdtölte Taorminában, 1901). Itt festette meg híres képét, A taorminai görög színház romjait. Maga a művész ezt írta 1912-ben: „Meg kell jegyeznem, hogy a húsz négyzetméteres festmény, mikor a műterem ajtaját megnyitottam, a közönségre oly hatással volt, hogy tombolt meglepetésében: az utca tele volt il maestro ungherese trovato nostro theatro greco. Már itt nagyobb összeggel a festményt ott akarták tartani. Ezzel az eredménnyel búcsúztam el a hosszú vajúdás után Taorminától”.

## Közlekedés

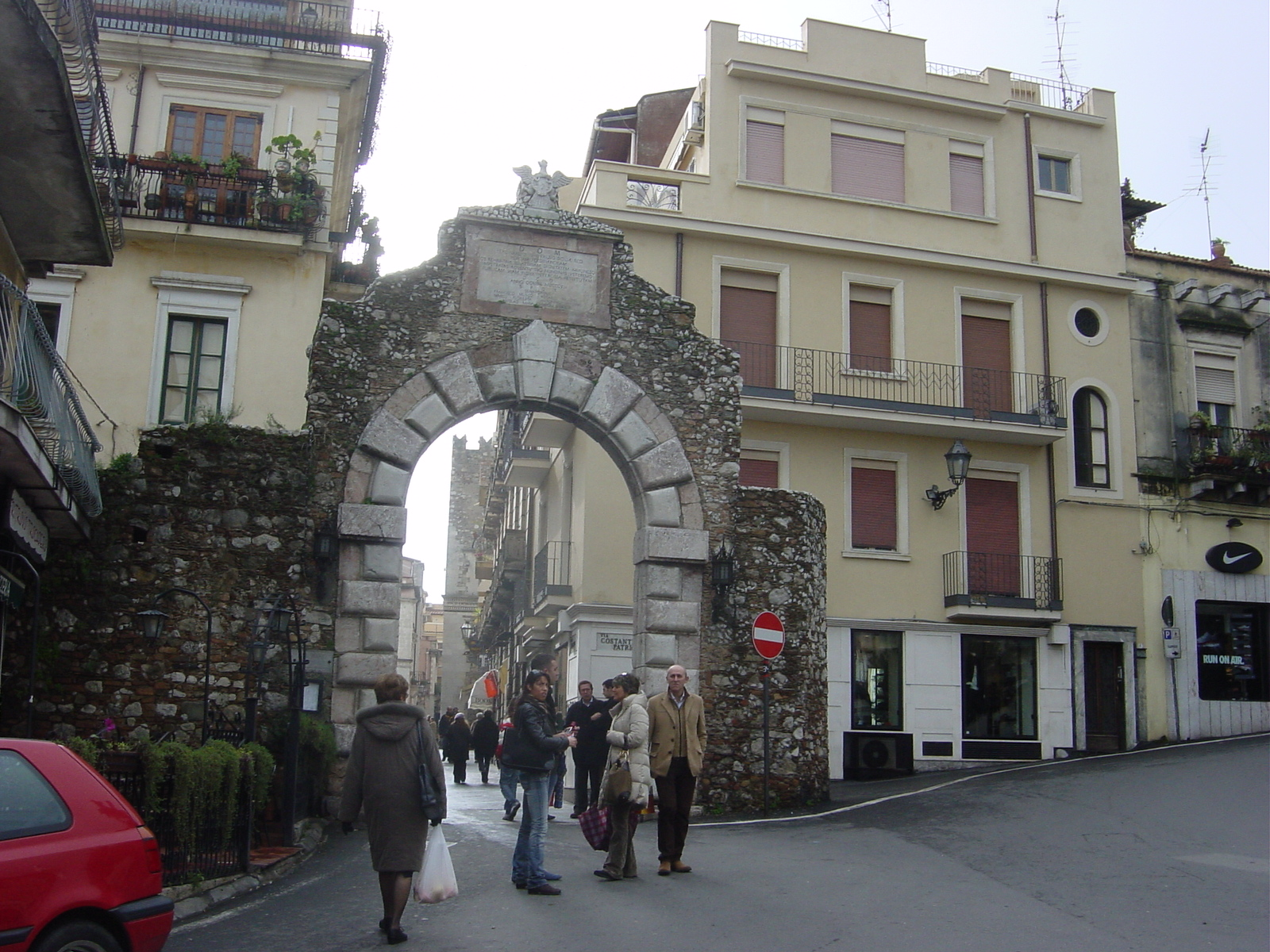
Porta Messina

Megközelíthető szárazföldön az A18-as autópályán vagy vasúton a Messina-Siracusa-vasútvonal járataival. Repülőgéppel a Catania-Fontanarossai nemzetközi repülőtérről érhető el.

## Külső hivatkozások
- Hivatalos oldal
- Csontváry Kosztka Tivadar „A taorminai görög színház romjai” c. festménye
- Tauromenium történelmének vázlata
- ItalianVisits.com
- Taormina a Best of Sicily-n